# Cordillera de Chichas
La cordillera de Chichas es una cordillera del suroeste de Bolivia, ubicado en los Andes, cerca a la ciudad de Tupiza. Está dividida en los Montes Chichas Oeste (la más larga) y los Montes Chichas Este (la más corta).[cita requerida] La parte oeste empieza al norte de la población de Torre, pasando por Tupiza, Palquiza, Ichupampa, Chacaloma, Churquipampa, hasta la frontera con Argentina, mientras que la este empieza al norte de Tupiza y acaba al sur de Tupiza. Esta cordillera se destaca por su color rojo-granada.